# ФАП A-537
ФАП А537 је градски соло аутобус који производи ФАП из Прибоја.

## Историја
Након распада СФРЈ ФАП је прекинуо сарадњу ФАС-ом из Скопља и ТАЗ-ом из Загреба који су у оквиру ФАП-ФАМОС корпорације производили аутобусе на ФАП-овим шасијама. Из тих разлога се Фабрика аутомобила Прибој одлучује да започне самостално производњу аутобуса свих типова. 
Године 1995. започета је производња градског соло аутобуса под ознаком А537. 
- Први модел је означен као А537.2 био је у понуди са Мерцедесовим мотором OM 447 LA Еуро 2 и ZF 6S-1601 BD мануелним мењачем, с тим да модел са троја врата намењен градском превозу има ознаку А537.2 Г, а модел са двоја врата намењен приградском превозу А537.2 П.[1] . У градској верзији има 31 седиште и 70 места за стајање, док у приградској верзији има 41 седиште.

- Друга генерација овог возила је модел А537.3 и био је у понуди са различитим моторима, Мерцедесовим OM 457 h LA Еуро 3 и МАН-овим D2066 LUH 11 Еуро 4 а од трансмисије се у понуди нашао и аутоматски DIWA 5-VOITH мењач.

- Као трећа генерација овог аутобуса нашао се модел А537.4 са погоном на компримовани нафтни гас CNG, представљен на сајму Беотрак, 2008. године. Покретао га је CUMMINS – CGe4-280 Еуро 4 мотор i Alison T 325R/TC 421 аутоматски мењач. Поред новог мотора возило је имало и прве естетске промене у виду новог пластичног браника и нове предње светлосне групе. То је био први ФАП аутобус  са погоном на CNG. Због мале потражње домаћих аутобуса, направљен је у само два примерка, оба у власништву фирме Аутокодекс.

- Последњи у понуди је модел А537.5 са мотором OM 457h LA Еуро 5 и DIWA 5-VOITH аутоматским мењачем. У овој серији први пут је уграђен клима-уређај и нова контролна табла са дигиталним тахографом.[2]

ФАП А537 је заступљен у јавном превозу широм Србије. Укупно 39 возила набавило је ЈКП Градско саобраћајно предузеће Београд. Овај модел има и Саобраћајно предузеће Ласта Београд, као и разна приватна предузећа која се баве превозом путника широм Србије, попут Аутокодекса, Транспродукта, Југопревоза Крушевац, Бортревла, Аутопревоза Чачак и других.

## Спецификације
Димензије:
- Дужина - 11635 cm
- Ширина - 2500 cm
- Висина - 3040 cm
- Висина (укључујући и клима уређај) - 3060 cm
- Међуосовинско растојање - 5875 cm
- Предњи препуст - 2580 cm
- Задњи препуст - 3180 cm
- Висина пода у зони I и II врата - 750mm
- Пречник заокретања - 22000 cm

Маса
- Маса празног возила - 9700 kg
- Максимална дозвољена укупна маса - 17 000 kg
- Технички прописана максимална носивост задње осовине 10 000 kg
- Технички прописана максимална носивост предње осовине 7000 kg